# Frea virgata
Frea virgata là một loài bọ cánh cứng trong họ Cerambycidae.